# Euchorthippus fusigeniculatus
Euchorthippus fusigeniculatus är en insektsart som beskrevs av Jin, Xingbao och Fengling Zhang 1983. Euchorthippus fusigeniculatus ingår i släktet Euchorthippus och familjen gräshoppor. Inga underarter finns listade i Catalogue of Life.